# Галва
Галва – язык группы «узкие банту», на котором говорят в прибрежной части Габона. Согласно бантуской классификации М. Гасри и И. Бастен относится к языкам банту северо-западного ареала, зоне В, группе мьене (B.10) и имеет индекс B.11c.

## Генеалогическая классификация
- Атлантическо-конголезские языки
  - Бенуэ-конголезские языки
    - Бантоидные языки
      - Нигеро-конголезские языки
        - Бенуэ-конголезские языки
          - Банту (языки)
            - Мьене
              - Галва

## Ареальная и социолингвистическая информация[1][2]
На галва говорит народ галоа (галва), населяющий города Порт Жантиль, Ламбарене и в меньшей степени Либревиль. Численность говорящих на галва невелика – примерно 2000 человек. Проблема разграничения язык – диалект для галва окончательно не решена. Сопоставление галва и мпонгве, также входящего в группу мьене, обнаруживает практически полное тождество систем именных классов в обоих языках и наличие общих деривативных категорий, однако при этом имеются существенные различия в выражении отрицания и в области лексики, что даёт основание считать галва и мпонгве именно языками, а не диалектами. Наряду с галва и мпонгве в группу мьене входят языки ронго, дьюмба и нкоми, которые также имеют значительные сходства, а различия между ними сводятся в основном к глагольной системе.

## Типологическая характеристика[1]

### Тип (степень свободы) выражения грамматических значений
В галва преобладает синтетизм: граммемы выражаются при помощи различных аффиксов (префиксов, суффиксов, постфиксов) и редупликации.
(1) i-jomb-a "брак" < -jomb- "жениться"
(2) i-bekeli-a "надежда" < -bekeli- "надеяться"
(3) mbiambie "хорошо" < mbia "хороший"
(4) pikilia-ga
думать-Дееп
"думая"
(5) Ma-rangun-ig-i
1sg-AT-читать-Suf-П2
"Я читал эту книгу" (не́когда)
Однако категории аспектуальности, времени, модальности глаголы могут быть представлены аналитическими формами. Большинство АФ образуются с помощью экзистенциального глагола -re ‘быть’, употребляющегося во всех временных формах (-re – настоящее, -luogo ‘был’ – прошедшее и denga ‘будет’ – будущее время). Наибольшей частотностью употребления характеризуются структуры, вторым компонентом которых является инфинитив (Inf):
(6) Mbe dengezango (< denga ezango) "У меня будет книга"
(7) Me pikilia ne e-re go-janz-a
1sg думать что 3sg-есть Pref-Inf-работать-PRGR
"Я думаю, что она-работает"
Второй семантический тип аналитических форм глагола в галва – АФ с вспомогательными глаголами (ВГ), производными от модальных глаголов, например, -yeko ‘мочь’ < -yekojolia ‘мочь, быть в состоянии’ и АФ с необъяснимыми на современном уровне лексемами (возможно, производными от глаголов) типа pila с фазовым значением ‘только что’ или patwa ‘никогда, не’.
(8) Me pila go-nongw-a
1sg-pila Inf-вставать-ПВ
"Я только что встал"
(9) Lièvre a-yengin-e (e-a) golembiano a-yeko (e-a) piagana mongi mori dudu
Заяц 3sg-AT-знать-ПВ в-соревновании 3sg-Fut сможет превзойти-Mod одни все
"Заяц знал, что в соревновании он-сможет превзойти всех остальных"

### Характер границы между морфемами
Галва как представитель языковой семьи банту является агглютинативным языком с элементами флексии. Язык располагает большим набором разнообразных аффиксов, которые выражают только одно грамматическое значение
(10) Me-ju-a
1sg-умирать-PRGR
"Я умираю"
(11) Mie-re-tond-a go-nunza oguana
1sg-Neg-любить-НВ Inf-закрывать рот
"Я не люблю молчать"
Однако одна грамматическая морфема, например, префикс имени существительного, может одновременно выполнять несколько функций. Во-первых, он выражает принадлежность имени к определенной логической группировке (например, к классу людей, вещей или предметов удлиненной формы); во-вторых, выражает грамматическое значение числа; в-третьих, префикс определяет взаимоотношения элементов синтагмы (согласование различных разрядов слов с определяющим именем).
(12) abota (класс 1)/obota (класс 2) "матери"/"мать"
(13) o-ma o-mbia (класс 1) "человек хороший"
(14) o-namba o-mbe (класс 3) "одежда плохая"
(15) i-namba i-mbia (класс 4) "одежды хорошие"

### Локус маркирования в посессивной именной группе и в предикации
Неотъемлемой частью согласовательной парадигмы в языках банту является посессивно-атрибутивная частица (п.а.ч.), с её помощью осуществляются связи различных разрядов слов. Полифункциональность частицы заключается в её использовании не только для выражения посессивных значений, что наиболее характерно для галва, но и атрибутивных, генитивных, локативных, целевых и прочих.
План выражения п.а.ч. в галва отличается значительной экономичностью средств в отличие от многих других языков банту. Речь идет преимущественно о единственной модели п.а.ч., равной префиксу существительного, определяющего согласование в парадигме. Как правило, этот префикс пишется слитно с последующим компонентом синтагмы.
Маркирование в посессивной именной группе является зависимостным:
(16) mwanto windeguwami (< o- indeguwami)
жена п.а.ч.-друг.мой
"жена моего друга"
(17) nyoni yoma (< i-oma)
птица п.а.ч.-человек
"птица человека"
(18) imbue sanaga (< si-anaga)
собаки п.а.ч.- люди
"собаки людей"
В атрибутивной конструкции локус маркирования выражается на прилагательном (зависимостное маркирование):
(19) oma wigewa (< o-igewa)
человек п.а.ч.-радости
"радостный"
(20) inamba yisono (< i-isono)
одежды п.а.ч.-праздника
"праздничные"
(21) ompunga wingulu (< o-ingulu)
ветер п.а.ч.-силы
"сильный"
В предикативной конструкции галва демонстрирует вершинное маркирование: субъект маркируется на сказуемом:
(22) Ezango zetangunu (< zi-etangunu) mwana
Книга она-читается ребенком
(23) Anaga ajanza gikasa
Люди они-работают в городе

### Тип ролевой кодировки
Галва – язык номинативно-аккузативного строя. Глагол согласуется с агенсом одноместного предиката, пациенсом одноместного предиката и агенсом двухместного предиката; морфологический падеж отсутствует.
(24) Omamba wekalunya (< o-e-kalubya) ebanda
Змея она-меняет кожу
(25) Tchugu yapiagana (e-a-piagan-a)
День 3sg-AT-проходить-Res
"День прошел"
(26) Mwanto wami akendi (< e-a) go ntchaga
Жена моя 3sg-идти-ПВ на поле
"Жена моя пошла на поле"

### Базовый порядок слов
Базовым порядком слов в галва является SVO со срединной позицией предиката, превербальной позицией подлежащего и поствербальной позицией косвенных аргументов:
(27) Nguu yeduana (<e-e) ganingo
Бегемот 3sg-жить-Нab в-воде
"Бегемот живет в воде"
(28) Omamba wenoma anaga
Змея 3sg-жалить-Hab люди
"Змея жалит людей"
Одной из особенностей синтаксиса галва, как и других языков банту, является синтаксическая инверсия, заключающаяся в смещении синтаксических элементов: порядок слов меняется на VSO. В галва инверсии подвергаются предложения, в которых предикат оформлен показателем ge-/ga- с деепричастным значением:
(29) Gaweni (1) mie (2) gonaga, mwanto wami adewi
Придя (1) я (2) домой, жена моя спала
"Когда я пришёл домой, моя жена спала"

## Фонетика. Фонология[1]

### Система вокализма
|                       | Передний ряд | Средний ряд | Задний ряд |
| --------------------- | ------------ | ----------- | ---------- |
| Верхний подъём        | i            |             | u          |
| Средне-верхний подъём | e            |             | o          |
| Средне-нижний подъём  | ɛ            |             | ɔ          |
| Нижний подъём         |              | a           |            |

### Система консонантизма
|                | Смычные | Смычные | Щелевые   | Щелевые     | Щелевые |
| -------------- | ------- | ------- | --------- | ----------- | ------- |
|                | шумные  | сонанты | аффрикаты | фрикативные | сонанты |
| губно-губные   | p, b    | m       |           |             | w       |
| губно-зубные   |         |         |           | f, v        |         |
| переднеязычные | t,d     | n       | ǯ (j,dž)  | s,z         | l,r     |
| среднеязычные  |         | ɳ       | č (tsh)   |             | y       |
| заднеязычные   | k, g    | ŋ       |           | h, γ        |         |

Фонологическая система состоит из 29 фонем – семи гласных и 22 согласных: a, b, č, d, e, ɛ , f, g, γ, h, j, i, k, l, m, n, ŋ, ɳ , o, ɔ , p, r, s, t, v, z, u, w, y, характеризующихся определенными закономерностями сочетаемости. Сочетания двух согласных фонем сводятся к сочетаниям назальной фонемы (n и реже m) с согласными смычными и согласными щелевыми. Во всех случаях в обеих моделях происходит ассимиляция по месту образования назальной согласной с последующей начальной согласной, отсюда сочетания фонем одного места образования: губно-губные mb, mp; губно-зубные nt, nd; заднеязычные ŋg, ŋk; переднеязычные ns, nz, nj; среднеязычные ɳč. Примеры:
- mp: mpolo ‘большой’, ompuma ‘год’
- mb: mbua ‘собака’, oyombano ‘брак’
- nd: ndo ‘но’, ŋandu ‘крокодил’
- nt: ntina ‘причина’
- ŋg: ompuŋga ‘ветер’, ŋgori ‘шея’
- ŋk: ŋkala ‘деревня’
- ɳč: ɳčugu ‘день’, iɳčoni ‘слеза’
- nj: njogoni ‘курица’, owenja ‘день’
- ns: nselele ‘ящерица’
- nz: janza ‘работать’

В галва отмечены три тона: высокий H (ʹ ), низкий L (не фиксируется на письме) и падающий F (^). Примеры:
- Односложные именные основы имеют высокий тон (H): o-γá ‘вождь, глава’, mbwá ‘собака’, i-γá ‘лес’.
- Трёхсложные основы могут иметь следующий тип тонов: LHF – низкий – высокий – падающий тоны (nzᴐ γᴐ ʹ nȋ ‘курица/ы’, i-βalángô ‘утка’).

## Некоторые особенности морфонологии[1]
В галва широко представлены морфологические чередования согласных, свойственные имени и в большей степени глаголу, позволяющие идентифицировать различные категории, например, единственное и множественное число в имени и аспектно-темпоральные категории в глаголе. Чередования охватывают практически все разряды согласных.
Различаются две группы чередований. Первая группа - чередования согласных, одинаковых по месту и способу образования, но различающихся по фонологическим признакам, то есть противопоставленных по признаку глухость-звонкость: k/g (смычные заднеязычные), f/v (лабиодентальные фрикативные), p/b (билабиальные смычные), s/z (щелевые шумные). Эти чередования характерны для глагола.
- f/v: (go)-fela ‘класть’ (инфин.) - Vela! ‘Положи!’ (импер.)
- b/p: (go)-posua ‘падать’ (инфин.) - a-bosui ‘он-упал’(вчера)(прош.)

Вторая группа представляет собой чередования, основанные на противопоставлении по месту или способу образования. Данные чередования более многочисленны и реализуются как в имени, так и в глаголе.
- iwu- wa ‘колено’/ampuwa ‘колени’
- iwuγu ‘щека’/ambuγu ‘щеки’

## Некоторые особенности морфологии[1]

### Именные классы
Во многих языках банту, как и в языке галва, существительные распределены по классам, каждый из которых отмечен отличительным префиксом. Морфемная структура непроизводного существительного состоит из префикса и основы (P – St), например: mw-ana ‘ребенок’, o-nome ‘мужчина’, a-nago ‘вода’. Основа выражает обобщенное лексическое значение и никогда не употребляется без префикса.
Речь идет о пяти классах Sg (1, 3, 5, 7, 9) и пяти классах Pl (2, 4, 6, 8, 10), т.е. практически представлены бинарные корреляции по числовому признаку (1/2, 3/4, 5/6, 7/8, 9/10), хотя некоторые классы множественного числа, например, 6 и 10 образуют числовые оппозиции более, чем с одним классом единственного числа. Это связано, в частности, с тем фактом, что несколько бантуских классов (11, 14, 15) имеют в галва единую согласовательную парадигму, что позволяет рассматривать их в рамках одного класса, в данном случае 3 класса, полноценно представленного в языке. Грамматическая семантика имен классов 1 и 2 характеризуется значениями одушевленности и личности (onero ‘старик’, osaki ‘слуга’). 3 и 4 классы содержат следующие лексические группы слов: названия частей тела (oneme ‘язык’), названия предметов, артефактов (otondo ‘сумка’), временные обозначения (oγweli ‘месяц’), названия географических и астрономических реалий (ogowe ‘река’). Лексическая семантика классов 5 и 6 включает в себя следующие лексические группы слов: части тела (intcho ‘глаз’), названия абстрактных понятий (igewa ‘радость’), названия животных (izoge ‘утка’). Основные лексические группы классов 7 и 8 следующие: названия частей тела (epongo ‘горло’), названия предметов, артефактов (eyeno ‘зеркало’), названия абстрактных понятий (ewilo ‘ра- бота’). Лексическая семантика имен классов 9 и 10 достаточно разнообразна, наиболее представительной является группа имен, обозначающих названия животных и насекомых, что соответствует общебантуской семантике 9 кл., определяющей его как класс зверей: mbua ‘собака’, kambi ‘антилопа’.
|                                  | 1          | 2 | 3     | 4    | 5    | 6  | 7  | 8      | 9          | 10   |
| -------------------------------- | ---------- | - | ----- | ---- | ---- | -- | -- | ------ | ---------- | ---- |
| имя существительное              | o, mo, omw | a | o     | i    | i, e | a  | e  | i/y, Ø | m,n,n’,ŋ,Ø | I    |
| прилагательное                   | o          | a | o     | i    | i/ny | a  | e  | Ø      | Ø,i/ny     | i    |
| п.а.ч.                           | o          | a | o     | i/ny | i/ny | ma | zi | i/y    | i/y        | si   |
| притяжательные местоимения       | o          | a | o/w   | i/y  | i/ny | ma | zi | i/y    | i/y        | si   |
| указательные местоимения         | o          | a | o/w   | i/mi | i/ny | ma | zi | i/y    | i/y        | i/si |
| неопределённые местоимения       | o          | a | o/omw | i/y  | i/ny | ma | zi | i/y    | i          | i/si |
| обобщительные местоимения        | o          | a | o/w   | i/y  | i/ny | ma | zi | i/y    | i/y        | i/si |
| числительные                     | o          | a | o     | i    | i/Ø  | ma | zi | Ø      | Ø          | i    |
| субъектный глагольный показатель | e          | a | o     | i/ny | i/ny | ma | zi | i/y    | i/y        | si   |

## Список сокращений
АТ - аспектно-темпоральный показатель
АФ - аналитическая форма
ВГ - вспомогательный глагол
Дееп - деепричастие
ИГ - именная группа
ИК - именной класс
НВ - настоящее время
п.а.ч. - посессивно-атрибутивная частица
ПВ - прошедшее время
Fut - будущее время
Hab - хабитуалис
Inf - инфинитив
Mod - модальность
Neg - отрицание
Pref - префикс
PRGR - прогрессив
Sg - единственное число
SVO - субъект-предикат-объект
Suf - суффикс
VSO - предикат-субъект-объект